# Arakadabra
Arakadabra je sedmnácté studiové album skupiny Arakain, které oficiálně vyšlo 29. února 2016.

## Seznam skladeb
| Seznam skladeb alba Arakadabra | Seznam skladeb alba Arakadabra | Seznam skladeb alba Arakadabra |
| Pořadí                         | Název                          | Délka                          |
| ------------------------------ | ------------------------------ | ------------------------------ |
| 1.                             | Hra s ohněm                    | 4:07                           |
| 2.                             | Peklo                          | 4:56                           |
| 3.                             | Diesel                         | 4:17                           |
| 4.                             | Král slunce                    | 4:36                           |
| 5.                             | Nenávidím                      | 4:34                           |
| 6.                             | No stres                       | 3:23                           |
| 7.                             | Vyděšenej                      | 3:41                           |
| 8.                             | Arakadabra                     | 4:10                           |
| 9.                             | Kruhy v obilí                  | 4:07                           |
| 10.                            | Nero                           | 3:20                           |
| 11.                            | Stroj                          | 4:34                           |
| 12.                            | Insomnia                       | 4:41                           |
| 13.                            | Big Boss                       | 3:50                           |
| 14.                            | Velkej je svět                 | 4:01                           |
| 15.                            | Kazatel                        | 3:12                           |
| 16.                            | Ve vlasech tvých               | 4:16                           |
| Celková délka:                 | Celková délka:                 | 1:05:54                        |